# Sam Coppola
Pour les articles homonymes, voir Coppola.
Sam Coppola est un acteur américain né le 31 juillet 1932 à Jersey City, New Jersey (États-Unis) et mort le 5 février 2012 à Leonia, New Jersey (États-Unis).

## Filmographie
- 1968 : Le Refroidisseur de dames (No Way to Treat a Lady) de Jack Smight : un client
- 1970 : Interplay : Mel
- 1971 : Le Dossier Anderson (The Anderson Tapes) : Private Detective
- 1971 : The Gang That Couldn't Shoot Straight : Julie
- 1973 : Honor Thy Father (TV)
- 1973 : Mr. Inside/Mr. Outside (TV) : Cop #1
- 1973 : Serpico : Cop
- 1974 : Jo le Fou : Chick
- 1976 : Death Journey : Detective Johnson
- 1977 : La Fièvre du samedi soir (Saturday Night Fever) : Fusco
- 1978 : Le Roi des gitans (King of the Gypsies)
- 1978 : Mélodie pour un tueur (Fingers) : Sam
- 1980 : The $5.20 an Hour Dream (TV)
- 1980 : Hardhat and Legs (TV) : Aldo
- 1980 : King Crab (TV) : Otto
- 1982 : A Question of Honor (TV) : John
- 1983 : FBI : portés disparus : Schoyer
- 1983 : Avis de recherche (Without a Trace) de Stanley R. Jaffe
- 1987 : Cat & Mousse (TV) : Bernie
- 1987 : Liaison fatale (Fatal Attraction) : Fuselli
- 1988 : Zits : Principal
- 1988 : Police des polices (Internal Affairs) (TV) : Dave
- 1989 : Morte mais pas trop : Det. Brophy
- 1990 : Street Hunter : Janneli
- 1990 : Meurtre en noir et blanc (Murder in Black and White) (TV) : Dave
- 1990 : Blue Steel de Kathryn Bigelow : PBA Representative
- 1990 : L'Échelle de Jacob (Jacob's Ladder) d'Adrian Lyne : Taxi Driver
- 1991 : Un baiser avant de mourir (A Kiss Before Dying) : Detective Michaelson
- 1991 : New York, police judiciaire (saison 2, épisode 9) : le barman
- 1991 : Dead and Alive: The Race for Gus Farace (TV)
- 1992 : The Bruce Diet : Dr Henderson
- 1992 : Citizen Cohn, le persécuteur (TV) : Carmine Galante
- 1993 : Joey Breaker : Sid Kramer
- 1993 : Money for Nothing : Bartender Lindey
- 1994 : The Counterfeit Contessa (TV) : Mel Nardino
- 1995 : Les Amateurs (Palookaville) : Mr Kott
- 1996 : Cagney & Lacey: Convictions (Cagney & Lacey: True Convictions) (TV) : Jan Kaplovitz
- 1997 : Path to Paradise: The Untold Story of the World Trade Center Bombing (TV) : Bob Kirkpatrick
- 1997 : The Deli : Mr Bishop
- 1998 : La Famille trahie (Witness to the Mob) (TV) : Juge Leo Glasser
- 1999 : A Wake in Providence : Oncle Joe
- 2000 : Sally : Dr Felch
- 2001 : Friends and Family (en) : Carlo Ricci
- 2001 : The Big Heist (TV) : Paul Castellano
- 2002 : Empire : Bobby Gold
- 2001 : New York, unité spéciale (saison 2, épisode 14) : oncle Sam
- 2002 : New York, section criminelle (saison 2, épisode 8) : Neal Dornan
- 2003 : Nola (en) : Gus
- 2004 : The Warrior Class : Rosencranz
- 2004 : New York, police judiciaire (saison 14, épisode 14) : juge Vance
- 2012 : Damages (TV) : Juge Timothy Haring